# Trận Thường Sơn (193)
Trận Thường Sơn (chữ Hán: 常山之战, Thường Sơn chi chiến) là trận đánh diễn ra năm 193 thời Đông Hán trong lịch sử Trung Quốc, của các quân phiệt Viên Thiệu và Lữ Bố, nhằm tiêu diệt lực lượng tàn dư của quân Khăn Vàng do Trương Yên chỉ huy tại Thường Sơn (nay thuộc Chính Định, Hà Bắc, Trung Quốc).

## Bối cảnh
Sau khi Đổng Trác bị giết, Vương Doãn nắm quyền triều chính, bổ nhiệm Lã Bố làm Phấn vũ tướng quân (奮威將軍). Hiến Đế ban cho ông giả tiết, nghi trượng (như ngôi Tam công), phong tước Ôn hầu (溫侯). Tuy nhiên, không đầy sáu tuần, thuộc hạ cũ của Đổng Trác là Lý Thôi, Quách Dĩ cất 10 vạn quân Lương châu nổi dậy với danh nghĩa báo thù cho Đổng Trác, tấn công Trường An. Quân giữ thành đầu hàng, Vương Doãn bị giết. Lã Bố mang theo thủ cấp của Đổng Trác, chỉ kịp dẫn vài trăm quân kỵ chạy qua cửa Vũ Quan về phía đông.
Lã Bố sau đó chạy đến Nam Dương xin theo Viên Thuật. Viên Thuật có thù Đổng Trác nên thu nhận và chu cấp cho Lã Bố. Tuy nhiên, Lã Bố lại để cho thủ hạ làm nhiều điều trái phép, cướp của cải của dân. Viên Thuật thấy vậy tỏ ý giận, lại biết ông là người phản phúc, nên không chu cấp cho Lã Bố nữa. Lã Bố bèn bỏ Nam Dương  theo Thái thú Hà Nội là Trương Dương - người vốn từng cùng ông phục vụ dưới trướng Đinh Nguyên. Không lâu sau, do cảm thấy bất an, Lã Bố cùng thủ hạ lẻn trốn đi, sang Ký châu theo Viên Thiệu.

## Giúp Viên Thiệu đánh Trương Yên
Tháng 3 năm 193, tàn quân Khăn Vàng do Trương Yên và Can Độc chỉ huy, mưu với lực lượng binh sĩ làm chính biến nổi dậy ở Ngụy quận (Ký châu) cùng đánh chiếm Nghiệp Thành, giết chết Thái thú. Vùng đất thuộc quyền sứ quân Viên Thiệu quản lý. Tháng 6 năm đó, Viên Thiệu ra quân đánh vào khe Thương Nhan, núi Cự Tràng, Triều Ca. Sau 5 ngày giao chiến, Can Độc và hơn 1 vạn thủ hạ bị quân Viên Thiệu giết chết. Trương Yên lại rút về Hắc Sơn cố thủ.
Ít lâu sau Trương Yên sang đánh Thường Sơn, cũng thuộc địa hạt của Viên Thiệu. Viên Thiệu sai Lã Bố mang quân sang Thường Sơn giao tranh với Trương Yên. Trương Yên có hơn vạn tinh binh, mấy nghìn quân kỵ. Lã Bố cưỡi ngựa Xích Thố, cùng các dũng tướng là Thành Liêm, Ngụy Việt mỗi ngày dẫn mấy chục kỵ binh xông thẳng vào trại địch ba bốn lần. Sau hơn 20 ngày, quân Trương Yên thua tan tác., bản thân Trương Yên nản lòng, cuối cùng nhận sự chiêu an của triều đình, được phong làm Bình nam trung lang tướng, coi việc quân ở Hà Bắc.

## Hậu truyện
Lã Bố lập công, tỏ ra ngạo mạn coi khinh các tướng của Thiệu, liên tiếp sai người giục Viên Thiệu tăng viện cho mình. Tướng sĩ dưới quyền cũng cậy công đi cướp bóc. Thấy Viên Thiệu không đáp ứng tăng viện, ông bèn xin về Lạc Dương. Viên Thiệu ngoài mặt đồng ý, phong Lã Bố làm Tư Lệ hiệu úy, nhưng sau lưng lại dặn các tướng thừa cơ giết ông. Biết Viên Thiệu nghi ngờ mình, Lã Bố sắp đặt kế thoát thân, giả cách ngồi trong trướng gảy đàn tranh, nhưng sau đó đưa đàn cho người khác gảy tiếp để lừa thủ hạ của Viên Thiệu, còn mình thì bí mật nhân trời tối lẻn chạy trốn. Viên Thiệu nghe tin báo bèn sai người đuổi theo, nhưng những người đuổi theo đều không địch nổi Lã Bố, bị đánh phải quay trở về.